# 2,6-二异丙基萘
2,6-二异丙基萘（缩写2,6-DIPN）是一种有机化合物，结构简式(CH3)2CHC10H6CH(CH3)2，是二异丙基萘的十种同分异构体之一，常温常压下为无色固体。2,6-DIPN常作为植物生长调节剂，能被氧化为2,6-萘二甲酸。